# Ravon Nexia R3
Der Ravon Nexia R3 ist eine Limousine im Kleinwagenformat der zu GM Uzbekistan gehörenden usbekischen Marke Ravon. Das Fahrzeug basiert auf dem Chevrolet Aveo T250 und wurde in Russland zwischen 2015 und 2020 angeboten.
Den Antrieb im Nexia R3 übernimmt ein 1,5-Liter-Ottomotor mit einer Leistung von 78 kW (106 PS), der auch im Ravon Gentra und im Ravon R4 zum Einsatz kommt.

## Technische Daten
|                                             | Nexia R3                   |
| Bauzeitraum                                 | 2015–2020                  |
| Motorkenndaten                              |                            |
| Motortyp                                    | R4-Ottomotor               |
| Hubraum                                     | 1485 cm³                   |
| max. Leistung bei min−1                     | 78 kW (106 PS) / 5800      |
| max. Drehmoment bei min−1                   | 141 Nm / 3800              |
| Kraftübertragung                            |                            |
| Antrieb                                     | Vorderradantrieb           |
| Getriebe, serienmäßig                       | 5-Gang-Schaltgetriebe      |
| Getriebe, optional                          | (6-Gang-Automatikgetriebe) |
| Messwerte                                   |                            |
| Höchstgeschwindigkeit                       | 178 km/h (179 km/h)        |
| Beschleunigung, 0–100 km/h                  | 12,2 s (12,3 s)            |
| Kraftstoffverbrauch auf 100 km (kombiniert) | 6,5 l Super 7,0 l Super    |
| Abgasnorm nach EU-Klassifikation            | Euro 5                     |
| Tankinhalt                                  | 45 l                       |